# 2024年世界冲浪运动会
2024年世界冲浪运动会（2024 ISA World Surfing Games），于2024年2月23日至3月3日在波多黎各阿雷西博的La Marginal举行。该赛事由国际冲浪协会 (ISA) 主办，比赛设男子、女子和团体三个项目。
巴西选手加布里埃尔·梅迪纳在男子项目中赢得了他的第一个世界冲浪运动会成年组冠军，而澳大利亚选手莎莉·菲茨吉本斯在女子项目中赢得了她的第四个成年组冠军。
本赛事也是2024年夏季奥林匹克运动会冲浪比赛的资格赛之一，这是衝浪運動第二次作为奥运会项目出现。男子项目前五名和女子项目前七名各获得一个名额，每个代表团有2个配额限制，如果取得某性别团体冠军的代表团可再多获得一个席位（最多3个），但在赛事结束后根据之前资格赛名额的分配状况做相应的调整。

## 奖牌得主
| 项目 | 金牌 | 银牌                                                                                        | 铜牌                                                                                     |
| 男子 | 加布里埃尔·梅迪纳 · 巴西                                                                                   | 拉姆齐·布希安 · 摩洛哥                                                                      | 考利·瓦斯特 · 法國                                                                       |
| 女子 | 莎莉·菲茨吉本斯 ·                                                                                          | 塔蒂亚娜·韦斯顿-韦布 · 巴西                                                                 | 若阿娜·德费 · 法國                                                                       |
| 团体 | 巴西 · Yago Dora · 加布里埃尔·梅迪纳 · 菲利普·托莱多 · Tainá Hinckel · 卢安娜席尔瓦 · 塔蒂亚娜·韦斯顿-韦布 | 法國 · Joan Duru · Marco Mignot · 考利·瓦斯特 · 若阿娜·德费 · 瓦希内·菲耶罗 · Tessa Thyssen | · Morgan Cibilic · 伊森·尤因 · 杰克·鲁宾逊 · 莎莉·菲茨吉本斯 · 莫莉·皮克勒姆 · 泰勒·赖特 |

## 奖牌榜
| 排名                     | 国家 / 地区              | 金牌 | 銀牌 | 銅牌 | 总计 |
| ------------------------ | ------------------------ | ---- | ---- | ---- | ---- |
| 1                        | 巴西（BRA）              | 2    | 1    | 0    | 3    |
| 2                        | （AUS）                  | 1    | 0    | 1    | 2    |
| 3                        | 法國（FRA）              | 0    | 1    | 2    | 3    |
| 4                        | 摩洛哥（MAR）            | 0    | 1    | 0    | 1    |
| 总计（共4个国家 / 地区） | 总计（共4个国家 / 地区） | 3    | 3    | 3    | 9    |